# Bartercard Indycar Australia 1996
Bartercard Indycar Australia 1996 kördes den 31 mars på Surfers Paradise. Jimmy Vasser tog pole position, seger och snabbaste varv, vilket gav honom mästerskapsledningen efter tre tävlingar.

## Slutresultat
| Plats | Förare                | Team                     | Grid | Kvaltid  |
| ----- | --------------------- | ------------------------ | ---- | -------- |
| 1     | Jimmy Vasser          | Chip Ganassi Racing      | 1    | 1'35.265 |
| 2     | Scott Pruett          | Patrick Racing           | 2    | 1'35.282 |
| 3     | Greg Moore            | Forsythe Racing          | 8    | 1'37.026 |
| 4     | Maurício Gugelmin     | PacWest Racing           | 11   | 1'37.311 |
| 5     | Christian Fittipaldi  | Newman/Haas Racing       | 6    | 1'36.863 |
| 6     | Stefan Johansson      | Bettenhausen Motorsports | 20   | 1'39.479 |
| 7     | Eddie Lawson          | Galles Racing            | 22   | 1'40.655 |
| 8     | André Ribeiro         | Tasman Motorsports       | 9    | 1'37.162 |
| 9     | Al Unser Jr.          | Marlboro Team Penske     | 16   | 1'38.189 |
| 10    | Hiro Matsushita       | Payton/Coyne Racing      | 25   | 1'42.921 |
| 11    | Gil de Ferran         | Jim Hall Racing          | 12   | 1'37.325 |
| 12    | Roberto Moreno        | Payton/Coyne Racing      | 19   | 1'38.940 |
| 13    | Raul Boesel           | Brahma Sports Team       | 15   | 1'37.809 |
| 14    | Carlos Guerrero       | Dick Simon Racing        | 21   | 1'40.478 |
| 15    | Juan Manuel Fangio II | All American Racing      | 23   | 1'41.902 |
| 16    | Robby Gordon          | Walker Racing            | 14   | 1'37.695 |
| 17    | Bryan Herta           | Rahal-Hogan Racing       | 17   | 1'38.420 |
| 18    | Jeff Krosnoff         | Aricero-Wells Racing     | 24   | 1'42.056 |
| 19    | Michael Andretti      | Newman/Haas Racing       | 5    | 1'36.721 |
| 20    | Bobby Rahal           | Rahal-Hogan Racing       | 13   | 1'37.642 |
| 21    | Alex Zanardi          | Chip Ganassi Racing      | 3    | 1'35.549 |
| 22    | Paul Tracy            | Marlboro Team Penske     | 4    | 1'35.987 |
| 23    | Adrián Fernández      | Tasman Motorsports       | 10   | 1'37.195 |
| 24    | Parker Johnstone      | Comptech Racing          | 7    | 1'37.023 |
| 25    | Emerson Fittipaldi    | Hogan Penske Racing      | 18   | 1'38.588 |